# انقطاع النفس (تشنج الحجاب الحاجز)
يرتبط انقطاع النفس (بالإنجليزية: winded)‏ مع تشنج الحجاب الحاجز، والذي يحدث بسبب التعرض لقوةٍ مفاجئة على البطن، حيثُ تضغط على الضفيرة البطنية، ويحدث هذا غالبًا في رياضات الملامسة بسبب تسديد ضربةٍ قوية إلى البطن، أو عن طريق السقوط على الظهر. تؤدي إلى شللٍ مؤقت في الحجاب الحاجز مما يجعل التنفس صعبًا. إنَّ الإحساس بعدم القدرة على التنفس يمكن أن يؤدي إلى القلق وقد يكون هناك ألمٌ متبقٍ من الضربة الأصلية، لكن الحالة عادة ما تتلاشى تلقائيًا في دقيقة أو دقيقتين. الأفراد المعرضون لانقطاع النفس غالبًا ما يتأوه بطريقةٍ انفعالية حتى يعود إلى التنفس الطبيعي.
يُعتبر (Getting the wind knocked out of you) تعبير اصطلاحي مُرتبط بحالة انقطاع النفس بسبب تشنج الحجاب الحاجز.